# Северин Смажевський
Северин Валенти Константи Смажевський гербу Заглоба (18 лютого 1818, Мишлятичі — 16 березня 1888, Відень) — землевласник, політик-демократ, депутат Законодавчого сейму в Кромерижі, Галицького сейму та Австрійської імперської ради у Відні.

## Біографія
Закінчив гімназію у Львові, потім вивчав право у Львівському університеті та механіку у Віденському технічному університеті (1836—1837). Навчання не закінчив. У 1839—1840 роках подорожував Францією та Англією.
Політично активний під час Весни народів. Вже в березні 1848 року у Мостиському повіті він провів орендовані у батька маєтки селян. Він був заступником голови Центральної національної ради у Львові, де належав до групи ліберальних демократів, згуртованих навколо Віктора Гельтмана. Депутат Конституційного сейму у Відні та Кромеріжі (10 липня 1848 — 7 березня 1849), обраний у галицькому виборчому окрузі Рогатин. Співорганізатор Національної гвардії в Перемишлі. У парламенті він був головою «Асоціації», яка збирала демократичних польських депутатів.15 грудня 1848 року він оголосив своє тодішнє політичне віросповідання в прокламації. У ньому він заявив, що «польські депутати хочуть Австрії, яка б базувалася на добрій волі вільних націй, що утворюють держави», і виступив проти застосування сили проти угорського повстання.
Після розпуску сейму повернувся на батьківщину і керував маєтками свого батька в Мостиському повіті. Він вів спільну справу з Адамом Сапігою, напр. з 1860 р. щоденник «Głos» у Львові, а в 1867 р. заснував залізничну будівельну компанію на лінії Львів-Броди з відгалуженням до Злочова, яка, однак, швидко розорилася. Тоді він зазнав значних втрат. Він також був акціонером паперової фабрики в Черлянах, яка розорилася в 1880 році.
Поміщик, з 1864 р. власник маєтків Ганковичах, Мишлятичах, Тулковиці. Член і активіст Галицького господарського товариства, його віце-президент (25.06.1861 — 18.05.1862) і президент (24.06.1870 — 20.06.1873). У 1861—1865 та 1869—1870 роках був членом повітової ради та президентом повітового відділу в Мостиську.
З 1861 р. діяч Польської демократичної партії. Депутат Галицького крайового сейму 4-ї каденції, обраний по 1-й курії (велика власність), від Перемишльського виборчого округу. Він обіймав парламентський мандат у 1861—1888 роках протягом 5 термінів до самої смерті. Вісімнадцять років був членом, з 1884 р. президентом бюджетної комісії, а з 1880 р. — генеральним референтом державного бюджету в сеймі. У 1861—1865 рр. був референтом гмінних справ у Крайовому департаменті, також керував департаментом гмінних справ у сеймі. У 1872 році на його прохання сейм ухвалив безкоштовне навчання в народних школах.
Член Австрійської Імперської Ради ІV (17 грудня 1872 — 21 квітня 1873), V (5 листопада 1873 — 22 травня 1879), VI (7 жовтня 1879 — 23 квітня 1885) і VII (22.09.1885 — 16.03.1888) термінів, обраний від І курії (велике володіння) по виборчому округу № 10 (Яворів-Мостисько-Цезанів). Через початкове критичне ставлення до участі поляків в австрійському парламенті він не прийняв проведені 15 вересня вибори до Імперської Ради від Жешувського округу. Передумавши, він прийняв місце на проміжних виборах після відставки Юліана Клачка. Після його смерті мандат перебрав Влодзімеж Козловський. У парламенті належав до фракції демократичних депутатів Польського кола у Відні.
Похований на Центральному кладовищі у Відні (Wiener Zentralfriedhof). Пам'ятник на його могилі був споруджений колегами по парламенту, але до нашого часу він не зберігся.

## Сім'я та особисте життя
Народився в заможній поміщицькій родині. Син Мартіна (1788—1866), учасника наполеонівських війн і листопадового повстанця, та Євфемії, уродженої Країнської (1800—1869). У 1855 році він одружився з Юзефою, уродженою Джевецькою, від якої мав сина Тадеуша (1857—1938) і чотирьох доньок: Анієлу, Стефанію, Марію та Зофію.